# سايلة جبلة (حارة)

تعديل مصدري - تعديل

سايلة جبلة هي إحدى حارات حي أنامر أسفل بمدينة إب اليمنية، بلغ تعداد سكانها 3327 نسمة حسب تعداد اليمن لعام 2004.